# Taribush

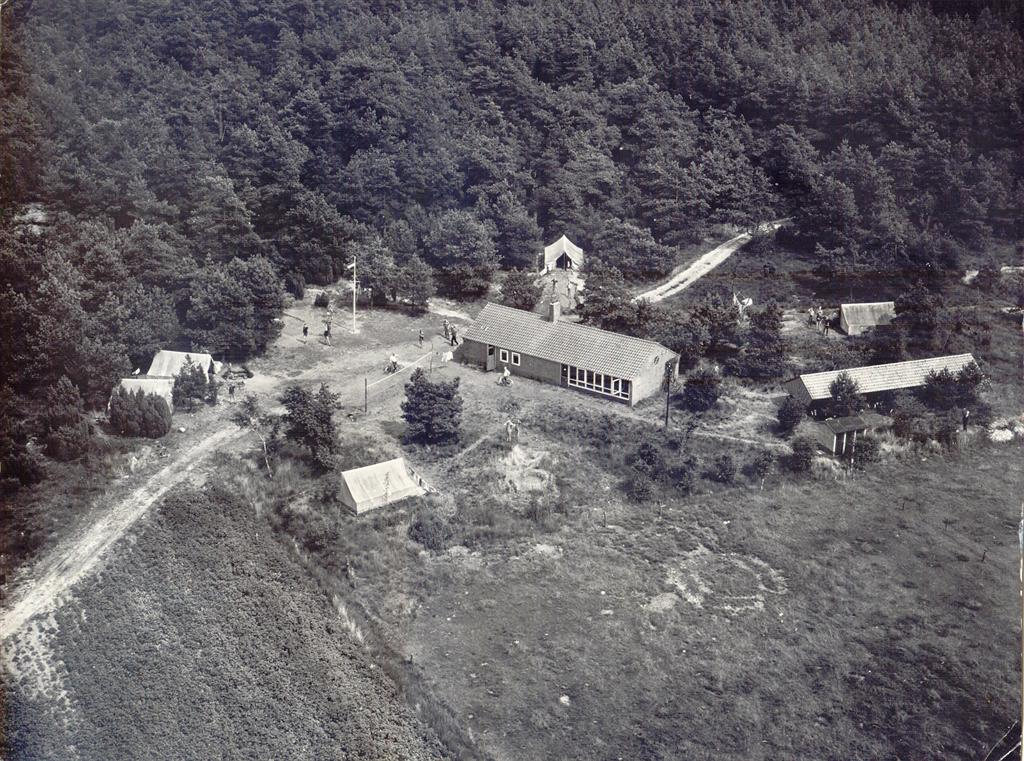
Luchtfoto omstreeks 1960

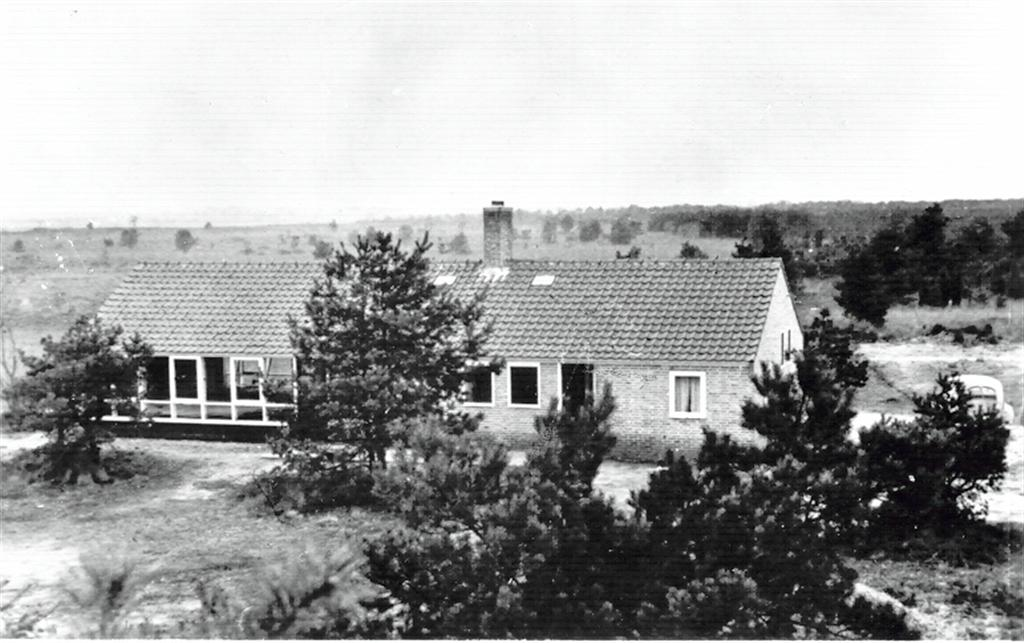
De Marke eind jaren 50 van de 20e eeuw

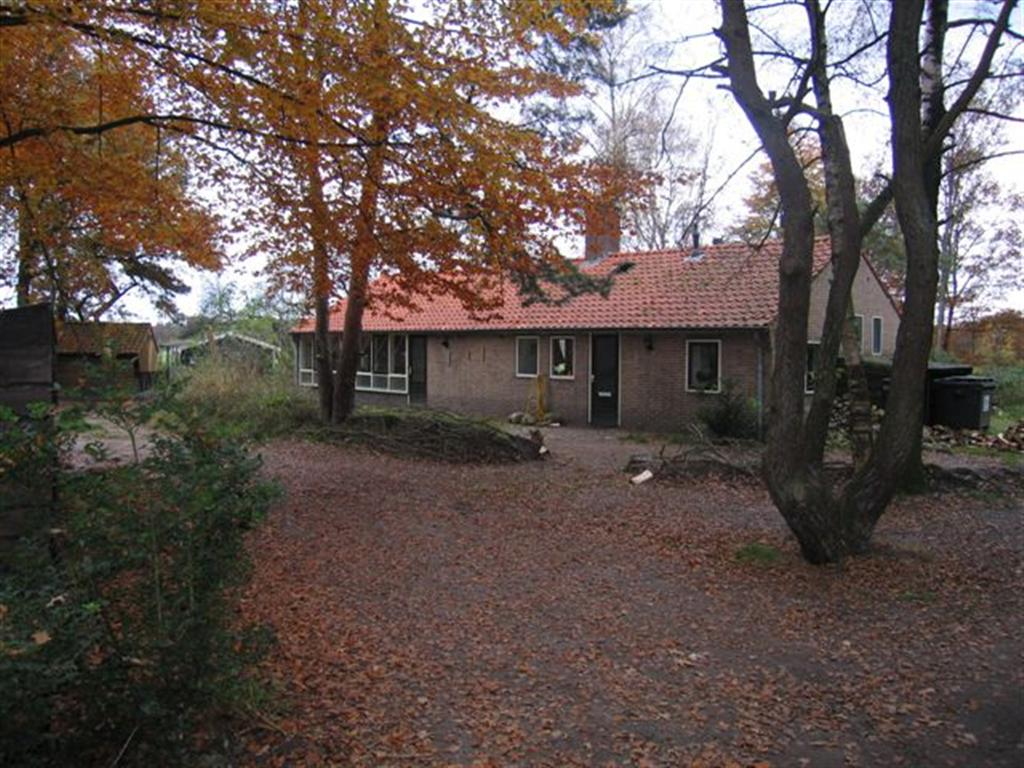
De Marke in de herfst van 2007

Taribush is een organisatie die evenementen en groepsuitjes organiseert. Tevens verhuurt Taribush een groepsaccommodatie. De hoofdvestiging is gelegen nabij de buurtschap Lheebroek in Nationaal Park Dwingelderveld.
Taribush werkt onder andere samen met staatsbosbeheer om de gasten een stuk natuurbeleving bij te brengen.

## Kamp de Marke
Kamp de Marke is in 1952 opgericht in opdracht van de Jeugd Organisatie van de gereformeerde kerk Nederland (GJO) en werd in juli 1952 geopend door toenmalig burgemeester Stork van Dwingeloo. Net na de Tweede Wereldoorlog begon de recreatie in Nederland vorm te krijgen. De kerken namen het voortouw in het opzetten van tentenkampen. Jongeren uit de randstad kwamen achterop vrachtwagens naar de Drentse heide om er op kamp te gaan. Verspreid over Nederland zijn tussen 1950 en 1960, door de Gereformeerde Jeugd Organisatie tien gelijksoortige kampen opgericht. Anno 2011 bestaat het kamp uit een gebouw dat dient als groepsaccommodatie.

## Bijzondere gasten
Vanaf 1970 tot ver in de jaren 1990 werd in de Marke rond/vlak voor 11/12 augustus het Astrokamp gehouden, eerst vanuit het LCGJ (Landelijk Centrum voor Gereformeerd Jeugdwerk), later via Image-vakanties en YMCA. Gedurende deze kampen werden waarnemingen gedaan van de Perseïden, een meteorenzwerm die op 11/12 augustus zijn maximum heeft.
In 1997 kreeg het kamp landelijk bekendheid toen de Raad van Kerken, samen met kerken uit de regio, aan 21 uitgeprocedeerde asielzoekers onderdak bood. De kerken protesteerden hiermee tegen het beleid van de overheid dat uitgeprocedeerde asielzoekers op straat zette. Dit was het kabinet paars 1 Er staat nog een herdenkingssteen op het kamp.

## Kamp de Marke
Sinds 2004 is het kamp eigendom van het bedrijf Taribush.
In 2004 kwam het kamp Taribush wekelijks op televisie omdat het televisieprogramma Hey DJ van BNN opgenomen werd bij het tentenkamp.
In 2009 is er een bestemmingsplan wijziging doorgevoerd, welke een einde maakte aan diverse rechtszaken omtrent de legaliteit van kamp de Marke.